# Racine carrée
Racine carrée (с фр. — «Квадратный корень») — второй студийный альбом бельгийского исполнителя Stromae, вышедший 16 августа 2013 года. Racine carrée был выпущен спустя три года после дебютного альбома Cheese, занял первые места в чартах многих европейских стран, а во Франции получил четырежды бриллиантовую сертификацию.

## Коммерческий успех
Альбом имел оглушительный коммерческий успех во многих странах — по состоянию на сентябрь 2015 года в Европе было продано около 3,5 миллионов экземпляров альбома, из них 2 миллиона — во Франции, альбом был самым прослушиваемым франкоязычным альбомом в мире:
- во Франции альбом немедленно (с 26 августа 2013 года) занял первую строчку в чартах, и не покидал их на протяжении рекордных 199 недель (до 10 июня 2017 года) — из них на протяжении 27 недель занимал первое место;[5] он был сертифицирован как четырежды бриллиантовый[6].
- в Швейцарии — 120 недель в чартах, высшее место — 1[7].
- в Бельгии — 107 недель в чартах, высшее место — 1[7].
- в Нидерландах — 103 недели в чартах, высшее место — 1[7].
- в Италии — 55 недель в чартах, высшее место — 1[7].
- в Германии — 24 недели в чартах, высшее место — 21[7].
- в Дании — 10 недель в чартах, высшее место — 25[7].

## Список композиций
| №                   | Название                                  | Автор(ы)                                        | Длительность |
| ------------------- | ----------------------------------------- | ----------------------------------------------- | ------------ |
| 1.                  | «Ta fête»                                 | Paul Van Haver                                  | 2:55         |
| 2.                  | «Papaoutai»                               | Paul Van Haver                                  | 3:52         |
| 3.                  | «Bâtard»                                  | Paul Van Haver                                  | 3:28         |
| 4.                  | «Ave Cesaria»                             | Paul Van Haver                                  | 4:09         |
| 5.                  | «Tous les mêmes»                          | Paul Van Haver                                  | 3:30         |
| 6.                  | «Formidable»                              | Paul Van Haver                                  | 3:33         |
| 7.                  | «Moules frites»                           | Paul Van Haver                                  | 2:38         |
| 8.                  | «Carmen»                                  | Paul Van Haver                                  | 3:09         |
| 9.                  | «Humain à l'eau»                          | Paul Van Haver                                  | 3:59         |
| 10.                 | «Quand c'est?»                            | Paul Van Haver                                  | 3:00         |
| 11.                 | «Sommeil»                                 | Paul Van Haver                                  | 3:38         |
| 12.                 | «Merci»                                   | Paul Van Haver                                  | 3:48         |
| 13.                 | «AVF (при участии Maître Gims и OrelSan)» | Paul Van Haver, Gandhi Djuna, Aurélien Cotentin | 3:44         |
| Общая длительность: | Общая длительность:                       | Общая длительность:                             | 45:31        |

| №                   | Название                             | Автор(ы)                   | Длительность |
| ------------------- | ------------------------------------ | -------------------------- | ------------ |
| 14.                 | «Papaoutai (при участии Angel Haze)» | Paul Van Haver, Angel Haze | 3:59         |
| Общая длительность: | Общая длительность:                  | Общая длительность:        | 49:22        |